# 丹波島橋
丹波島橋（たんばじまばし）は、長野県長野市の犀川に架かる国道117号（国道18号旧道）の橋梁。
橋の下で裾花川が犀川に注いでいる。

## 概要
- 全長：547.5 m
- 幅員：4車線+両側歩道
- 標高：342 m
- 構造：連続箱桁橋

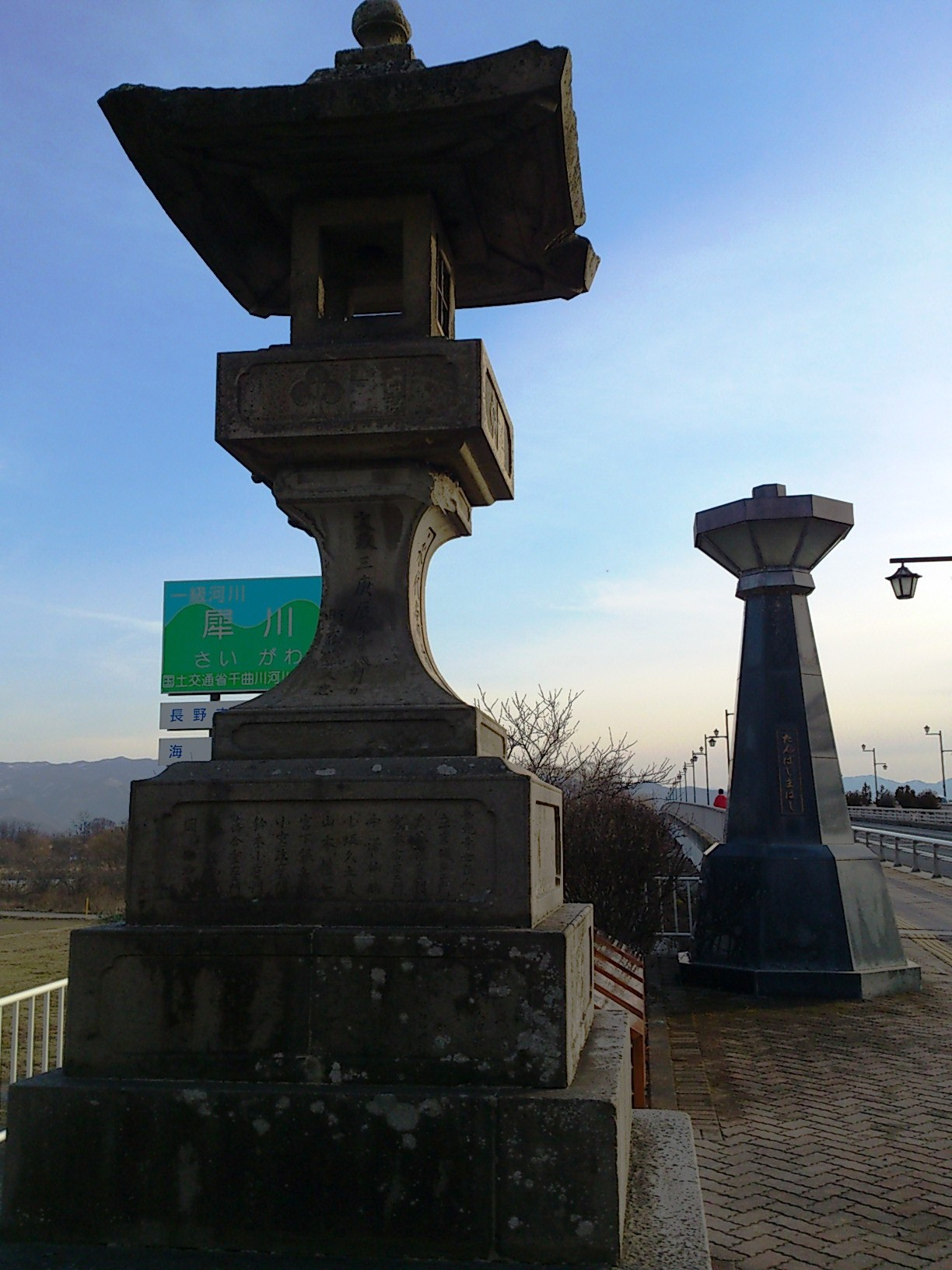
橋の四隅に鎮座する善光寺常夜燈（写真は北詰東側のもの）

長野市若里五丁目と青木島一丁目とを結ぶ。長野市南部（川中島・篠ノ井・松代方面）から長野市街地に至るメインルートであり、多くの利用がある。
市南部と市街地とを結ぶ無料の橋はこのほか長野大橋のみであるため、ボトルネック状態となっている。長野市都市計画マスタープランでは、両橋の中間の長野赤十字病院付近の犀川両岸を何らかの形で結ぶ構想も示されている。
北国街道犀川の渡しの流れを汲む、歴史ある重要な橋である。橋の袂には北国街道内で最も古いという善光寺常夜燈（文政3年建立）が親柱のように鎮座する。

## 沿革

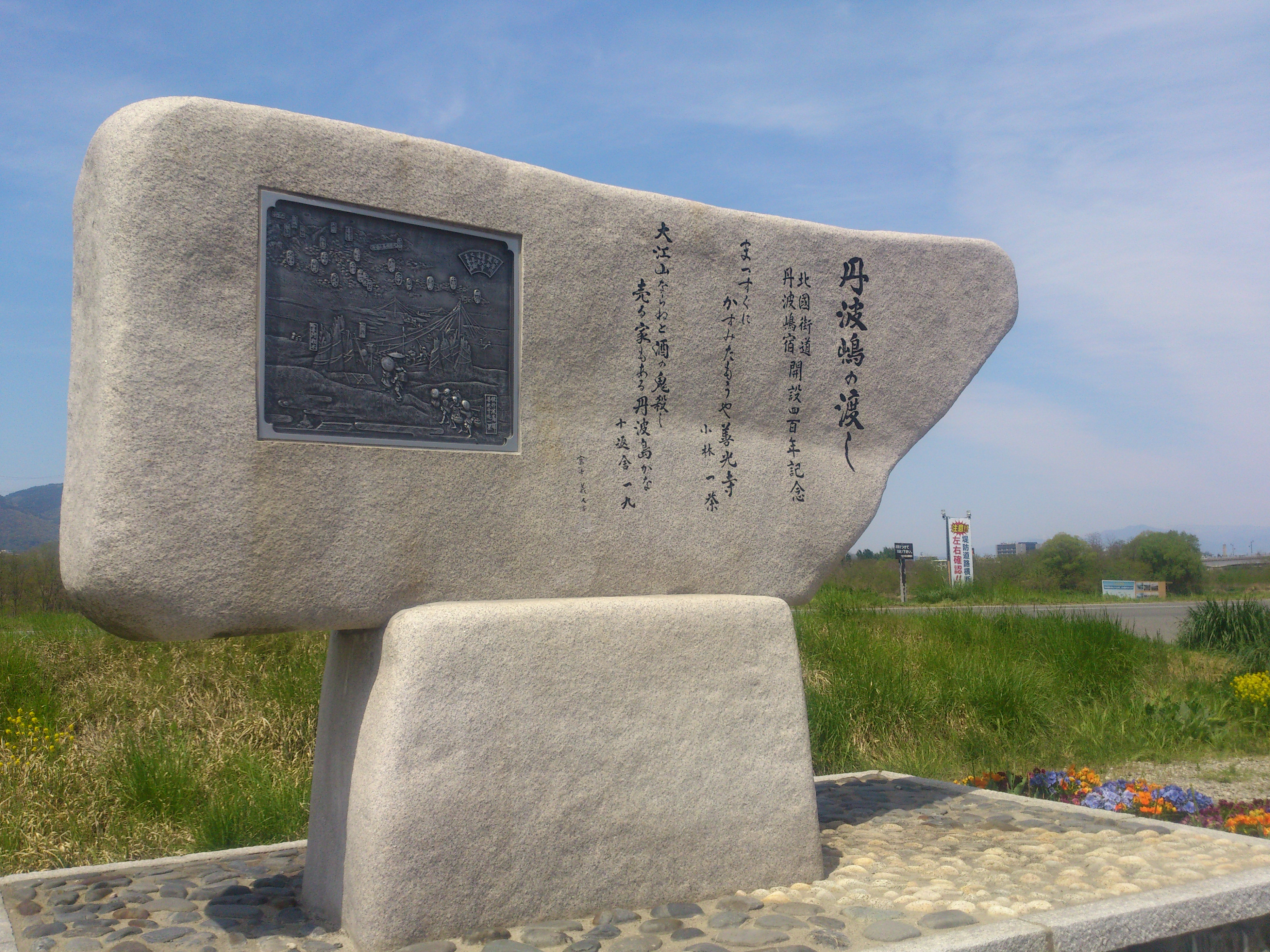
丹波島の渡し跡

- 室町時代後期 - 現在の丹波島橋より600 mほど上流にあった丹波島の渡しは、4 kmほど上流にあった小市の渡し・1 kmほど下流にあった市村の渡し（綱島の渡し）の補助的な役割を担っていた。
- 1611年（慶長16年） - 北国街道の整備により、犀川の渡し（丹波島の渡し）が置かれ、市村に代わり主要な渡しとなる。渡しの南（現在の丹波島一丁目付近）に丹波島宿が置かれる。舟渡しであったが、急流であったため両岸から渡された綱に沿って舟を漕いでいたという。
- 1873年（明治6年） - 丹波島船橋会社により46艘の舟を並べた有料の船橋が架設される[2]。
- 1889年（明治22年） - 丹波島木橋会社により有料の木橋が建設される[2]。
- 1914年（大正3年）3月 - 3代目架橋（長さ286間（約514 m）、幅員3間（約5.4 mｍ））[2]。
- 1920年（大正9年） - 旧道路法に基づき、国道10号の橋となる。
- 1931年（昭和6年） - 農村振興土木事業（失業救済事業）の一環として永久橋への架け替え着工[2]。
- 1932年（昭和7年）12月16日 - 鉄橋に架け替えられ竣工式が行われる（延長527 m・幅員12.2 m（うち車道7.3 m、両側に2.45 mの歩道）のゲルバートラス橋）[2]。
- 1952年（昭和27年）12月4日 - 新道路法により、一級国道18号の橋となる。
- 1986年（昭和61年）12月20日 - 老朽化により、現在の橋に架け替えられる。暫定2車線で開通。
- 1987年（昭和62年） - 国道18号篠ノ井バイパスの開通に伴い、国道117号の橋となる。
- 1993年（平成5年）3月22日 - 4車線化。

## 路線バス
北陸方面を除く長野市内発着高速バスのほぼすべてと、川中島・篠ノ井・松代方面への路線バスのほとんどが丹波島橋を通る。丹波島橋とその前後の約5 km の区間にはバス専用レーン（7時〜9時、北行のみ）が整備されており、円滑な通勤輸送に貢献している。
本項では、橋の名を冠した丹波島橋南停留所について述べる。

### 丹波島橋南停留所
橋南詰の、国道117号と長野市道（犀川南通り）との交差点を中心に4つののりばを持つ、アルピコ交通（川中島バス）の高速バス・一般路線バスと長野市循環型乗合タクシーの停留所。
停留所名については、地元のアルピコ交通のほか阪急バスが車内放送で「たんばじま・はしみなみ」と読む一方で、京王電鉄バスなどは「たんばじまばし・みなみ」と読んでいる。なお、停留所標識（川中島バス設置）のローマ字標記は「Tanbajima Hashiminami」となっている。
高速バスは、アルピコ交通が関わる高速バスのうちすべてが停車するが、一方長電バスの高速バスはすべて通過する。一般路線バスは、長野駅方面から県庁通りを進んできた15余の系統が、ここで4方向に分かれる。
長野駅方面へ向かうのりばの前には、長野市営丹波島橋南自転車駐車場（160台）が整備されている。
交差点北側（国道117号北行）のりば
- アルピコ交通
  - 高速バス （降車専用）
  - 各系統の長野駅ゆき
  - 各系統の長野駅・県庁前ゆき
  - 各系統の長野駅・市役所前ゆき
  - 102 県庁前・市役所前・文化学園前ゆき
  - 103 県庁前・合同庁舎・善光寺大門ゆき
  - 111 中央通り・善光寺大門ゆき

交差点南側（国道117号南行）のりば
- アルピコ交通
  - 高速バス 新宿ゆき
  - 高速バス 京都・大阪ゆき
  - 高速バス 名古屋ゆき
  - 高速バス 飯田ゆき
  - 高速バス 松本ゆき
  - 高速バス 上高地ゆき（夏季）
  - 30 川中島古戦場・松代ゆき
  - 31快 大塚南ゆき
  - 32 運転免許センター・篠ノ井駅ゆき
  - 37 田牧・さいなみ団地ゆき
  - 38 紙屋・大塚南ゆき
- 長野市循環型乗合タクシー
  - W 若里更北線 ビッグハット・日赤方面 (W08)

交差点西側（犀川南通り東行）のりば
- アルピコ交通
  - 33 北原・篠ノ井高田ゆき
  - 33 北原・今井駅ゆき
  - 34 三本柳小学校前ゆき
  - 35 稲里循環

交差点東側（犀川南通り西行）のりば
- アルピコ交通
  - 36 綱島ゆき